# Марцелл Амбрёнский
Марце́лл (лат. Marcellus, фр. Marcel; умер в 810) — первый архиепископ Амбрёна (771—810), местночтимый святой Амбрёнской архиепархии Римско-католической церкви.

## Биография
Управление Марцеллом кафедрой Амбрёна пришлось на время, очень скудно освещённое в современных ему исторических источниках. Главная причина этого — уничтожение бо́льшей части документов в ходе неоднократных разорений земель Прованса, осуществлённых испанскими маврами в VIII — первой трети X веков.
Согласно церковному преданию, Марцелл возглавил епархию Амбрёна в 771 году, став здесь преемником святого Альфонса. Некоторые историки предполагают, что некий епископ Поссессор, упоминаемый в двух письмах папы римского Адриана I от 775 и 784 года, мог быть главой Амбрёнской епархии, хотя, вероятнее всего, он идентичен одноимённому епископу Тарантеза.
Марцелл активно взялся за восстановление своего епископства, сильно пострадавшего от нападения мусульман во времена его предшественника, однако уже вскоре получил повеление от короля франков Карла Великого отправиться в Саксонию, чтобы проповедовать там христианство язычникам-саксам. Епископ Амбрёна успешно справился с возложенной на него миссией, крестив многих местных жителей и освятив здесь несколько церквей.
По возвращении в свою епархию Марцелл 27 июня 788 года присутствовал на церковном соборе в Нарбоне, на котором епископы Нарбонской и Арльских митрополий во главе со своими митрополитами, Даниэлем и Элифантом, осудили как еретические адопцианские воззрения архиепископа Толедо Элипанда и епископа Уржеля Феликса.
1 июня 794 года Марцелл, вместе с несколькими другими суффраганами Арльской митрополии, принял участие во Франкфуртском соборе, созванном по приказу Карла Великого. Здесь присутствовали множество духовных и светских лиц, включая и самого монарха. На этом собрании епископ Тарантеза святой Поссессор, святой Марцелл и неизвестный по имени глава епархии Экс-ан-Прованса подняли вопрос о возвращении их епархиям утрачанных несколько веков назад статусов митрополий. В восьмом каноне Франкфуртского собора сообщается, что решение об этом было передано на рассмотрение папы римского Адриана I. Согласно церковной традиции, позднее в этом же году папа дал согласие на возведение всех трёх епархий в ранг митрополий, однако и долгое время спустя главы этих кафедр в официальных документах упоминались только как епископы.
Подпись святого Марцелла стоит под актом об освящении Анианского аббатства, совершённом 10 октября 804 года папой римским Львом III. Хотя документ, описывающий это событие, дошёл до нашего времени в поздней копии и содержит ряд недостоверных сведений, историки считают, что в нём отражёны и реальные факты, содержавшиеся в более раннем протографе.
Предания сообщают, что император Карл Великий сделал Марцелла своим исповедником, а также посылал его в качестве посла в Константинополь, где архиепископ Амбрёна содействовал заключению мира между правителем Франкского государства и императором Византии Никифором I. Также предания ко времени Марцелла относят передачу Карлом Великим Амбрёнской архиепархии мощей святого Киприана Карфагенского, полученных императором франков от халифа Харуна ар-Рашида.
Датой смерти Марцелла считается 810 год. В средневековых диптихах Амбрёнской архиепархии он упоминается как святой, однако день его памяти в них не указан. Преемником Марцелла на кафедре Амбрёна был архиепископ Бернар I.